# Курсе
Курсе́ (фр. Courçais, окс. Corsai) — коммуна во Франции, находится в регионе Овернь. Департамент коммуны — Алье. Входит в состав кантона Юрьель. Округ коммуны — Монлюсон.
Код INSEE коммуны — 03088.

## Население
Население коммуны на 2008 год составляло 294 человека.
| 1962 | 1968 | 1975 | 1982 | 1990 | 1999 | 2008 |
| ---- | ---- | ---- | ---- | ---- | ---- | ---- |
| 434  | 474  | 385  | 345  | 311  | 310  | 294  |

## Экономика
В 2007 году среди 186 человек в трудоспособном возрасте (15—64 лет) 147 были экономически активными, 39 — неактивными (показатель активности — 79,0 %, в 1999 году было 71,0 %). Из 147 активных работали 133 человека (82 мужчины и 51 женщина), безработных было 14 (2 мужчин и 12 женщин). Среди 39 неактивных 11 человек были учениками или студентами, 14 — пенсионерами, 14 были неактивными по другим причинам.

## Достопримечательности
- Менгир
- Церковь XIX века